# Nati nel 1938/Novembre
| Questa pagina contiene informazioni ricavate automaticamente dalle voci biografiche con l'ausilio del template Bio e di un bot. L'aggiornamento è periodico e automatico e ricostruisce completamente la pagina. Se manca una persona in questa lista, sei pregato di non aggiungerla, ma accertati piuttosto che la sua voce biografica contenga il template Bio e che i dati anagrafici siano correttamente compilati. Se il template Bio manca, inseriscilo tu stesso o, in alternativa, metti l'avviso {{tmp\|Bio}} che ne segnala la mancanza. Se i dati riportati sono sbagliati, correggi direttamente la voce biografica; le modifiche saranno visibili in questa lista entro pochi giorni. Per chiarimenti vedi il progetto biografie. La lista contiene solo le 188 persone che sono citate nell'enciclopedia e per le quali è stato implementato correttamente il template Bio. Pagina aggiornata al 10 ago 2025. |

- 1º novembre - Josef Riegler, politico austriaco
- 1º novembre - Alfredo Moreira, ex calciatore portoghese
- 2 novembre - Jairo Arias, calciatore colombiano († 2023)
- 2 novembre - Mirko Bazić, allenatore di calcio e calciatore jugoslavo († 2021)
- 2 novembre - Antonella Bechi Piaggio, italiana († 1999)
- 2 novembre - Pat Buchanan, politico statunitense
- 2 novembre - Tano Festa, artista, pittore e fotografo italiano († 1988)
- 2 novembre - Erik Gaardhøje, calciatore danese († 2007)
- 2 novembre - Tat'jana Petrenko-Samusenko, schermitrice sovietica († 2000)
- 2 novembre - Sergio Rodaro, calciatore italiano († 2011)
- 2 novembre - Richard Serra, performance artist e scultore statunitense († 2024)
- 2 novembre - Sofia di Grecia, regina greca
- 3 novembre - Pupi Avati, regista, sceneggiatore e produttore cinematografico italiano
- 3 novembre - Antonella Bruno Ganeri, politica italiana
- 3 novembre - Antonio Lisi, politico e avvocato italiano († 1999)
- 3 novembre - Frank McKinney, nuotatore statunitense († 1992)
- 3 novembre - Terrence McNally, drammaturgo, librettista e sceneggiatore statunitense († 2020)
- 3 novembre - Vanda Milano, psichiatra e politica italiana († 2014)
- 3 novembre - Jean Rollin, regista cinematografico, sceneggiatore e attore francese († 2010)
- 4 novembre - Em Bryant, ex cestista e allenatore di pallacanestro statunitense
- 4 novembre - Nuccia Cardinali, cantante e attrice italiana
- 4 novembre - Luciano Giacotto, giornalista, produttore discografico e paroliere italiano († 2023)
- 4 novembre - Jorge Manicera, calciatore uruguaiano († 2012)
- 4 novembre - Salvatore Morale, ex ostacolista, allenatore di atletica leggera e dirigente sportivo italiano
- 4 novembre - Giancarlo Mori, politico italiano († 2019)
- 4 novembre - Alfredo Paolicchi, ex calciatore italiano
- 4 novembre - Joe Pytka, regista statunitense
- 5 novembre - Joe Dassin, cantante e compositore statunitense († 1980)
- 5 novembre - Guglielmo Forni Rosa, storico della filosofia italiano
- 5 novembre - Radivoj Korać, cestista jugoslavo († 1969)
- 5 novembre - César Luis Menotti, calciatore, allenatore di calcio e dirigente sportivo argentino († 2024)
- 5 novembre - Pierluigi Sangalli, fumettista e disegnatore italiano († 2025)
- 5 novembre - Jim Steranko, fumettista e scrittore statunitense
- 5 novembre - Eugene Ulrich, docente statunitense
- 6 novembre - Kurt Jarasinski, cavaliere tedesco († 2005)
- 6 novembre - P. J. Proby, cantante statunitense
- 6 novembre - Roald Paulsen, calciatore norvegese († 2021)
- 6 novembre - Seishiro Shimatani, calciatore giapponese († 2001)
- 6 novembre - Marino Vigna, ex ciclista su strada, pistard e dirigente sportivo italiano
- 6 novembre - Jean-Daniel Vinson, cestista francese († 2021)
- 7 novembre - Sigitas Tamkevičius, cardinale e arcivescovo cattolico lituano
- 8 novembre - Driss Basri, politico marocchino († 2007)
- 8 novembre - Omar Caetano, calciatore uruguaiano († 2008)
- 8 novembre - Miraš Dedeić, arcivescovo ortodosso montenegrino
- 8 novembre - John Kilford, calciatore inglese († 2012)
- 8 novembre - Murtala Mohammed, politico e generale nigeriano († 1976)
- 8 novembre - Stefano Passigli, politologo e politico italiano
- 8 novembre - Bernardo Rogora, ex calciatore italiano
- 8 novembre - Satch Sanders, ex cestista e allenatore di pallacanestro statunitense
- 8 novembre - Salvatore Toscano, politico italiano († 1976)
- 9 novembre - Yvon Chouinard, arrampicatore, alpinista e imprenditore statunitense
- 9 novembre - Carmelo Conte, politico italiano
- 9 novembre - Agostino Ferrari, pittore italiano
- 10 novembre - Barry Francis Collins, vescovo cattolico australiano († 2000)
- 10 novembre - Graziella Evangelista, scenografa italiana († 1993)
- 10 novembre - Jiří Gruša, scrittore, diplomatico e politico ceco († 2011)
- 10 novembre - Max Karoubi, matematico francese
- 10 novembre - Nieves Navarro, attrice e ex modella spagnola
- 10 novembre - Ogün Altıparmak, calciatore turco († 2025)
- 10 novembre - Valquir Pimentel, arbitro di calcio brasiliano († 2019)
- 10 novembre - Michael Schultz, regista e produttore cinematografico statunitense
- 11 novembre - Ants Antson, pattinatore di velocità su ghiaccio sovietico († 2015)
- 11 novembre - Jordi Badía Romero, fumettista spagnolo († 1984)
- 11 novembre - Andras Cziotka, calciatore ungherese († 2008)
- 11 novembre - Salvador Dijols, cestista portoricano († 2010)
- 11 novembre - Roger LaVern, musicista britannico († 2013)
- 11 novembre - Nagat El-Saghira, cantante e attrice egiziana
- 11 novembre - Josef Odložil, mezzofondista cecoslovacco († 1993)
- 11 novembre - Giovanni Ivan Scratuglia, attore italiano († 2013)
- 11 novembre - Costanza Segre Montel, storica dell'arte italiana († 2016)
- 11 novembre - Sandro Tiberi, calciatore, allenatore di calcio e dirigente sportivo italiano († 2025)
- 11 novembre - Remo Vigni, calciatore italiano († 2019)
- 11 novembre - Wu Yi, politica cinese
- 11 novembre - Haruhiro Yamashita, ex ginnasta giapponese
- 11 novembre - Fausto Zevi, archeologo italiano
- 12 novembre - Benjamin Mkapa, politico tanzaniano († 2020)
- 12 novembre - Raphaël Ruiz, ex cestista francese
- 12 novembre - Mort Shuman, cantante, compositore e produttore discografico statunitense († 1991)
- 12 novembre - Angelo Stella, italianista e filologo italiano († 2023)
- 12 novembre - Władysław Szuzkiewicz, canoista polacco († 2007)
- 12 novembre - Steve Tshwete, politico sudafricano († 2002)
- 13 novembre - Silvia Barbieri, politica italiana
- 13 novembre - Vincenzo Pirro, storico e filosofo italiano († 2009)
- 13 novembre - Aleksandr Ponomarëv, direttore di coro russo († 2012)
- 13 novembre - Jean Seberg, attrice statunitense († 1979)
- 13 novembre - Rolando Serrano, calciatore colombiano († 2022)
- 13 novembre - Derek Temple, ex calciatore inglese
- 13 novembre - Jean-Claude Vergne, cestista francese († 2013)
- 14 novembre - Yves Cheylan, compositore di scacchi francese († 2021)
- 14 novembre - Guido Neppi Modona, giurista italiano
- 15 novembre - Chen Jo-hsi, scrittrice taiwanese
- 15 novembre - Gary Prado Salmón, generale, politico e diplomatico boliviano († 2023)
- 16 novembre - Roberto Frigerio, calciatore svizzero († 2023)
- 16 novembre - Walter Müller, calciatore svizzero († 2018)
- 16 novembre - Robert Nozick, filosofo statunitense († 2002)
- 17 novembre - Brian Carter, calciatore inglese († 2019)
- 17 novembre - Vittorio Casale, storico dell'arte e critico d'arte italiano († 2025)
- 17 novembre - Alberto De Simone, cestista argentino († 2024)
- 17 novembre - Feryal, principessa egiziana († 2009)
- 17 novembre - Vincenzo Grassi, ex lottatore italiano
- 17 novembre - Peter Kassovitz, regista, attore e sceneggiatore francese
- 17 novembre - Gordon Lightfoot, cantautore canadese († 2023)
- 17 novembre - Giorgio Miazza, calciatore italiano († 2011)
- 17 novembre - Claudio Moreschini, latinista e filologo classico italiano
- 17 novembre - Calisto Tanzi, imprenditore e dirigente sportivo italiano († 2022)
- 18 novembre - Jules Mikhael Al-Jamil, arcivescovo cattolico iracheno († 2012)
- 18 novembre - Mario Artali, dirigente d'azienda e politico italiano († 2023)
- 18 novembre - Paolo Conti, ex cestista, scultore e pittore italiano
- 18 novembre - Giancarlo Danova, allenatore di calcio e calciatore italiano († 2014)
- 18 novembre - Norbert Ratsirahonana, politico malgascio
- 18 novembre - Karl Schranz, ex sciatore alpino austriaco
- 18 novembre - Lia Scutari, cantante e attrice italiana († 2011)
- 18 novembre - Corrado Varesco, ex biatleta e fondista italiano
- 19 novembre - Hank Medress, cantante e produttore discografico statunitense († 2007)
- 19 novembre - Valerio Mignone, politico italiano
- 19 novembre - Enrico Nova, calciatore italiano († 1998)
- 19 novembre - Ted Turner, imprenditore, produttore televisivo e dirigente sportivo statunitense
- 20 novembre - Paolo Morelli, ex calciatore italiano
- 21 novembre - Mario Bresolin, ex calciatore italiano
- 21 novembre - David Clines, biblista e docente australiano († 2022)
- 21 novembre - Robert Drivas, attore e regista teatrale statunitense († 1986)
- 21 novembre - Helen, attrice e danzatrice indiana
- 21 novembre - Ettore Saletti, politico italiano
- 22 novembre - Rodolfo Bonacchi, calciatore italiano († 2007)
- 22 novembre - Ron Foster, calciatore inglese († 2017)
- 22 novembre - Heinz Gerd Ingenkamp, filologo classico tedesco
- 22 novembre - Henry Lee, criminologo e investigatore statunitense
- 22 novembre - Antonio Mormone, politico italiano († 2004)
- 22 novembre - John Eleuthère du Pont, filantropo e criminale statunitense († 2010)
- 23 novembre - Herbert Achternbusch, regista e sceneggiatore tedesco († 2022)
- 23 novembre - André Kabile, ex calciatore francese
- 23 novembre - Johnny MacLeod, ex calciatore scozzese
- 23 novembre - Antonio Monguzzi, allenatore di calcio e ex calciatore italiano
- 23 novembre - Mario Viganò, cardiochirurgo e politico italiano
- 24 novembre - Willy Claes, politico belga
- 24 novembre - Natal'ja Kračkovskaja, attrice sovietica († 2016)
- 24 novembre - Carol Mayo Jenkins, attrice statunitense
- 24 novembre - Enrique Lugo, ex schermidore cubano
- 24 novembre - Oscar Robertson, ex cestista statunitense
- 24 novembre - Charles Starkweather, serial killer statunitense († 1959)
- 24 novembre - Bruce Tuckman, psicologo statunitense († 2016)
- 25 novembre - Aris Bernardini, imprenditore italiano
- 25 novembre - Hans Brenner, attore austriaco († 1998)
- 25 novembre - Roberto Ceccacci, attore italiano
- 25 novembre - Stephen F. Cohen, storico, politologo e saggista statunitense († 2020)
- 25 novembre - Shelagh Delaney, drammaturga e sceneggiatrice britannica († 2011)
- 25 novembre - Severino Reija, ex calciatore spagnolo
- 25 novembre - Alberto Aldo Valentini, calciatore cileno († 2009)
- 26 novembre - Serge Berdugo, politico marocchino
- 26 novembre - Roberto Manuel Blanco, calciatore argentino († 2011)
- 26 novembre - Samuel Bodman, politico, ingegnere e imprenditore statunitense († 2018)
- 26 novembre - Roberto Bonnano, calciatore argentino († 2012)
- 26 novembre - Porter Goss, politico e agente segreto statunitense
- 26 novembre - Walter Lima Jr., regista e sceneggiatore brasiliano
- 26 novembre - Rich Little, comico, imitatore e attore canadese
- 26 novembre - Biancamaria Scarcia Amoretti, islamista e saggista italiana († 2020)
- 26 novembre - Luisa Valenzuela, scrittrice e giornalista argentina
- 27 novembre - Mario Monge, calciatore salvadoregno († 2009)
- 27 novembre - Elsa Quarta, cantante italiana († 2020)
- 27 novembre - Pasquale Squitieri, regista, sceneggiatore e politico italiano († 2017)
- 27 novembre - Ragnar Tveiten, ex biatleta norvegese
- 28 novembre - Vittorio Capecchi, sociologo italiano († 2023)
- 28 novembre - Ernie Ladd, wrestler e giocatore di football americano statunitense († 2007)
- 28 novembre - Alicia Maguiña, compositrice e cantante peruviana († 2020)
- 28 novembre - Settimo Mineo, mafioso italiano
- 28 novembre - Gottardo Ortelli, pittore, critico d'arte e docente italiano († 2003)
- 28 novembre - Kofi Pare, ex calciatore ghanese
- 28 novembre - Tom Regan, filosofo, scrittore e docente statunitense († 2017)
- 28 novembre - Michael Ritchie, regista statunitense († 2001)
- 29 novembre - Johnny Crossan, ex calciatore nordirlandese
- 29 novembre - Carlo Donolo, sociologo italiano († 2017)
- 29 novembre - Michel Duchaussoy, attore francese († 2012)
- 29 novembre - Vladimir Golovanov, sollevatore sovietico († 2003)
- 29 novembre - Hubert Höhne, ex pallanuotista tedesco orientale
- 29 novembre - Carlos Lapetra, calciatore spagnolo († 1995)
- 29 novembre - Teresa de Lauretis, scrittrice e sociologa italiana
- 29 novembre - Gabriele Piermartini, funzionario e politico italiano
- 29 novembre - George Price, ex cestista statunitense
- 29 novembre - Carlo Quartucci, regista, attore e scenografo italiano († 2019)
- 29 novembre - Romano Scandariato, regista e sceneggiatore italiano († 2010)
- 29 novembre - Zlatko Šimenc, ex pallanuotista jugoslavo
- 30 novembre - Andrea Branzi, architetto e designer italiano († 2023)
- 30 novembre - Caio Mario Coluzzi Bartoccioni, biologo e epidemiologo italiano († 2012)
- 30 novembre - Jean Eustache, regista francese († 1981)
- 30 novembre - Giorgio Garuzzo, ingegnere, dirigente d'azienda e imprenditore italiano
- 30 novembre - Makio Inoue, attore e doppiatore giapponese († 2019)
- 30 novembre - Tomislav Ivančić, presbitero e teologo croato († 2017)
- 30 novembre - Margarita Salas, biochimica spagnola († 2019)